# Chained (The xx)
Chained è un singolo del gruppo musicale britannico The xx, pubblicato nel 2012 ed estratto dall'album Coexist.

## Tracce
- Download digitale

1. Chained – 2:47

## Formazione
- Romy Madley Croft - voce, chitarra, tastiera
- Oliver Sim - basso, voce
- Jamie Smith - elettronica